# Comuna de Kłomnice
Kłomnice (polaco: Gmina Kłomnice) é uma gminy (comuna) na Polónia, na voivodia de Silésia e no condado de Częstochowa.
De acordo com os censos de 2004, a comuna tem 13 885 habitantes, com uma densidade 93,9 hab/km².

## Área
Estende-se por uma área de 147,85 km², incluindo:
- área agricola: 71%
- área florestal: 18%

## Comunas vizinhas
- Gidle, Dąbrowa Zielona, Kruszyna, Mstów, Mykanów, Rędziny